# Hanaoka Szeisú
Hanaoka Szeisú (華岡青洲, Hepburn: Hanaoka Seishū; Hirajama, Vakajama prefektúra, 1760. október 23. – 1835. november 21.) Edo-kori japán orvos volt, aki ismerte a kínai gyógyfüveket, illetve kitanulta a nyugati orvosi technikákat egy orvosi könyvön, a rangakun keresztül, melybe holland és más, nyugati módszereket jegyeztek fel. Ő volt az első orvos a világon, aki általános érzéstelenítést alkalmazott a betegein.

## Története
Kiotóban tanult orvoslást, majd Vakajama prefektúrában helyezkedett el, közel Oszakához. Tanulmányai során a hagyományos japán orvoslást, illetve az európai orvoslást is megismerte. Mivel ebben az időszakban zárt volt az ország a Tokugava-sógunátus által, Hanaoka és a többi orvos korlátozott mennyiségben juthatott hozzá a nyugati orvosi könyvekhez.
Hanaoka népszerű volt technikája miatt melyben keverte a holland és a japán elemeket, valamint ő mutatta be és terjesztette el a modern műtéti technikákat Japánban. Sikeresen végzett hólyagkő, vízsérv és végbélsipoly műtéteket, volt hogy plasztikai műtéteket is vállalt. Ő volt a világon az első orvos aki általános érzéstelenítést alkalmazott betegen, illetve ő volt az aki abban az időben képes volt mellrákot és szájrákot műteni, üszkös csontot eltávolítani és végtagokat amputálni.

## Hua Tuo és a mafeiszan

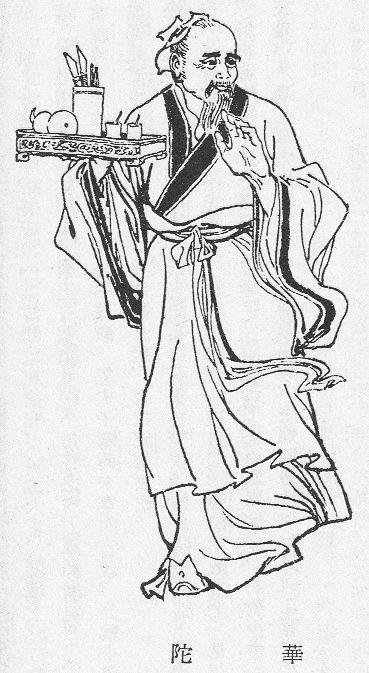
Hua Tuo, i.sz. 200 körül

Hua Tuo (華佗; i.sz. 140-208 körül) kínai orvos volt a 2. századi Kínában. A Hou Han su és a Három királyság története szerint Hua Tuo általános érzéstelenítést használt betegein beavatkozásai alatt egy általa kifejlesztett formulával, melyben bort és bizonyos gyógynövények kivonatait keverte össze. A kivonatot mafeiszannak nevezte el, a ma (麻, jelentése kannabisz, kender), fei (沸, jelentése forralni) és a szan (散, jelentése feltörni, por alapú gyógyszer) szavakból. Források alapján ezt a keveréket használta számos, fontos műtétjéhez, úgy mint üszkös belső szervek eltávolítása. Műtét előtt a beteggel megitatta a keveréket amely egyfajta ájultságot, öntudatlanságot illetve bénultságot okozott.
A keverék pontos tartalmát nem ismerjük, mivel halála előtt elégette az ezt tartalmazó kéziratot minden más, tudását tartalmazó kéziratával együtt. A por összetétele sem a Három királyság történetében, sem a Hou Han su-ban nincs említve, tekintve, hogy a konfuciánus Kínában a műtétet, mint gyógyítást testcsonkításként kezelték. Emiatt Hua Tuo halála után senki más nem végzett műtétet az ősi Kínában.
Sinológusok és tudósok máig próbálják kitalálni a por összetevőit, úgy gondolják a keverék a következő összetevőkből állhatott:
- bai cse (Angyalgyökér)
- cao vu (Sisakvirág)
- csuan hsziung (Kínai medvegyökér)
- dong csüai (Kínai angyalgyökér)
- vu tou (Őszi sisakvirág)
- jang csin hua (Csattanó maszlag)
- ja pu lu (Közönséges mandragóra)
- Jázmin gyökér
- Havasszépe

Egyesek úgy gondolják, a keverék hasist vagy ópiumot is tartalmazott. Victor H. Mair szerint maga a mafei a morfium szó átirata. Néhány szerző véleménye alapján Hua Tuo akupunktúrát használt fájdalomcsillapításra, a keveréknek pedig vagy nincs köze hozzá, vagy csupán kiegészítőként alkalmazta műtétei során. Több orvos megpróbálta elkészíteni a gyógyfüvekből álló port, de egyszer sem jártak sikerrel, a szer hatástalan volt.

## Cúszenszan létrejötte
Miután Hanaoka tudomást szerzett a keverék létezéséről, egy kérés alapján hozzálátott egy olyan formula elkészítéséhez, mely a mafeisanhoz hasonló tulajdonságokkal rendelkezik. A kutatásban önkéntesen részt vett az orvos felesége is, azonban a mellékhatások következtében elvesztette látását. Több év kutatás és kísérletezés után létrehozott egy keveréket, melyet cúszenszánnak (Hepburn: tsūsensan; vagy más néven mafucu-szan; Hepburn: Mafutsu-san) nevezett el. Ez is, mint a Hua Tuo által készített por, különböző gyógynövények keverékét tartalmazta, melyek a következők:
- 8 rész Csattanó maszlag
- 2 rész Angyalgyökér
- 2 rész Sisakvirág
- 2 rész Japán kontyvirág
- 2 rész Kínai medvegyökér
- 2 rész Kínai angyalgyökér
- 2 rész Kobraliliom

Vélhetően a keveréket pasztává őrölte, vízben felforralta, majd italként adta be a betegeinek. 2-4 óra után a betegek nem éreztek fájdalmat, majd öntudatlanságba kerültek. A szer mennyiségétől függően 6-24 órán keresztül voltak ájult állapotban. A cúszenszan aktív összetevői a szkopolamin, hioszciamin, atropin, akontin és az angelikotoxin. Megfelelő mennyiség bevitele után általános érzéstelenítést és a vázizomzat bénulását okozza.
Sútei Nakagava(Hepburn: Shutei Nakagawa; 1773 – 1850), Hanaoka közeli barátja 1796-ban írt egy értekezést Majaku-ko (jelentése: narkotikus por; Hepburn: Mayaku-ko) címmel. Habár az eredeti irat 1867-ben egy tűzvészben megsemmisült, Hanaoka érzéstelenítés területén elért kutatásairól és eredményeiről számolt be.

## A cúszenszan mint érzéstelenítő
A szert tökéletesítése után Hanaoka egyből elkezdte használni betegein. Kan Aija (藍屋勘; Hepburn: Kan Aiya), egy 60 éves asszony az utolsó élő ember volt családjából, mivel mindenkivel mellrák végzett. 1804. október 13-án az orvos részleges masztektómiát hajtott végre az asszonyon a cúszenszan segítségével. Ez a műtét tekinthető az egyik első beavatkozásnak, melynél általános érzéstelenítést alkalmaztak. Közel negyven év kellett ahhoz, hogy Crawford Long, georgiai orvos is használjon érzéstelenítőt.
Hanaoka sikere hamarosan ismert lett, egész Japánból érkeztek betegek hozzá. 1835-ös halála előtt több, mint 150 mellrák műtétet hajtott végre. Ezen kívül rengeteg embert tanított és sebészeti eszközöket is készített. Sebészeti technikája Hanaoka-módszerként terjedt el.

## Orvosi feljegyzések
Fontos megjegyezni, ezek nem nyomtatott könyvek, hanem japán szokásokhoz híven kézzel írt iratok. Diákjai szintén írtak róla szövegeket, később az orvos saját publikációit saját felhasználásra lemásolták.
- 1805: Nyuigan csiken-roku (Nyuigan chiken-roku): egykötetes irat, melyben első melldaganat műtéséről ír
- 1805: Nyugan szaidzsó sudzsucu-zu (Nyugan saijo shujutsu-zu): ugyanaz a funkciója, mint az első könyvének
- 1809: Nyuigan zufu (Nyuigan zufu): képekkel illusztrált tekercs, mely mellrákot is tartalmazott
- 1820: Geka tekijió (Geka tekiyio): egykötetes szöveg
- 1838: Hanaoka-ke csiken zumaki (Hanaoka-ke chiken zumaki): képes tekercs, mely 86 különböző esetet illusztrált, beleértve fibrómák sebészeti kivágását valamint a nemi szervek elefantiázisát
- Dátum ismeretlen: Hanaoka-si csidzsicu zusiki (Hanaoka-shi chijitsu zushiki): képeskönyv, amely fitymaszűkület, ízületi gyulladás, elhalás, hátsó orrnyílás veleszületett elzáródása, illetve aranyér felismerését és kezelését mutatja be
- Dátum ismeretlen: Szeisúidan (Seishuiidan): leírás Hanaoka orvosi és műtéti tapasztalatairól
- Dátum ismeretlen: Joka hoszen (Yoka hosen); Joka sinso (Yoka shinsho): egykötetes, műtétről szóló könyvek
- Dátum ismeretlen: Joka szagen (Yoka sagen): kétkötetes, műtétről szóló könyv

Hanaoka orvosi tanításai további nyolc könyvben is fennmaradtak, keletkezési dátumaik illetve szerzőik ismeretlenek:
- Soka sinso (Shoka shinsho)
- Soka szagen (Shoka sagen)
- Kinszo jodzsucu (Kinso yojutsu)
- Kinszo kudzsu (Kinso kuju)
- Geka csakujo (Geka chakuyo)
- Csoszo benmej (Choso benmei)
- Nyuiganben (Nyuiganben)
- Koho benran (Koho benran)

## Halála után
Habár Hanaoka diákjai sokat tanultak tőle, ez nem volt hatással az általános érzéstelenítés elterjedésére a világon. A Tokugava-sógunátus 1854-ig megtiltotta, hogy publikálják eredményeit, csupán a tilalom feloldása után volt erre lehetőség. Ekkorra azonban már elterjedtek más módszerek, melyeket amerikai és európai tudósok, valamint orvosok fejlesztettek ki. A Japán Aneszteziológusok Társasága(Japan Society of Anesthesiologists) Hanaoka tiszteletére a csattanó maszlagot tervezte bele a logójába.
Hanaoka házát, mely szülőfalujában Naga-cso-ban(Kinokava, Vakajama) található, máig fenntartják mint kiállítási terület. Számos kiállítás megtalálható mind japán, mind angol nyelven. A ház szomszédságában egy ápolói főiskola található, emellett rengeteg orvos, nővér és ápoló teszi tiszteletét Hanaoka Szeisú munkássága előtt.

## Médiában
Arijosi Szavako (有吉 佐和子; Hepburn: Ariyoshi Sawako) japán írónő A Doktor Felesége (angol: The Doctor’s Wife, japán: 華岡青洲の妻) címmel írt regényt Hanaoka életéről, melybe kitalált konfliktust is beleszőtt a doktor anyjával és feleségével. A regényt Maszumura Jaszuzo (増村 保造; Hepburn: Masumura Yasuzo) rendezésével 1967-ben megfilmesítették Szeisú Hanaoka Felesége (華岡青洲の妻; Hepburn: Hanaoka Seishu no tsuma) címmel.

## Fordítás
- Ez a szócikk részben vagy egészben  a   Hanaoka Seishū című angol Wikipédia-szócikk ezen változatának fordításán alapul.  Az eredeti cikk szerkesztőit annak laptörténete sorolja fel. Ez a jelzés csupán a megfogalmazás eredetét és a szerzői jogokat jelzi, nem szolgál a cikkben szereplő információk forrásmegjelöléseként.